# Distance fog

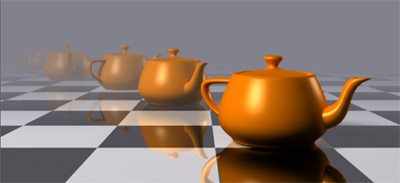
Beispielbild mit distance fog

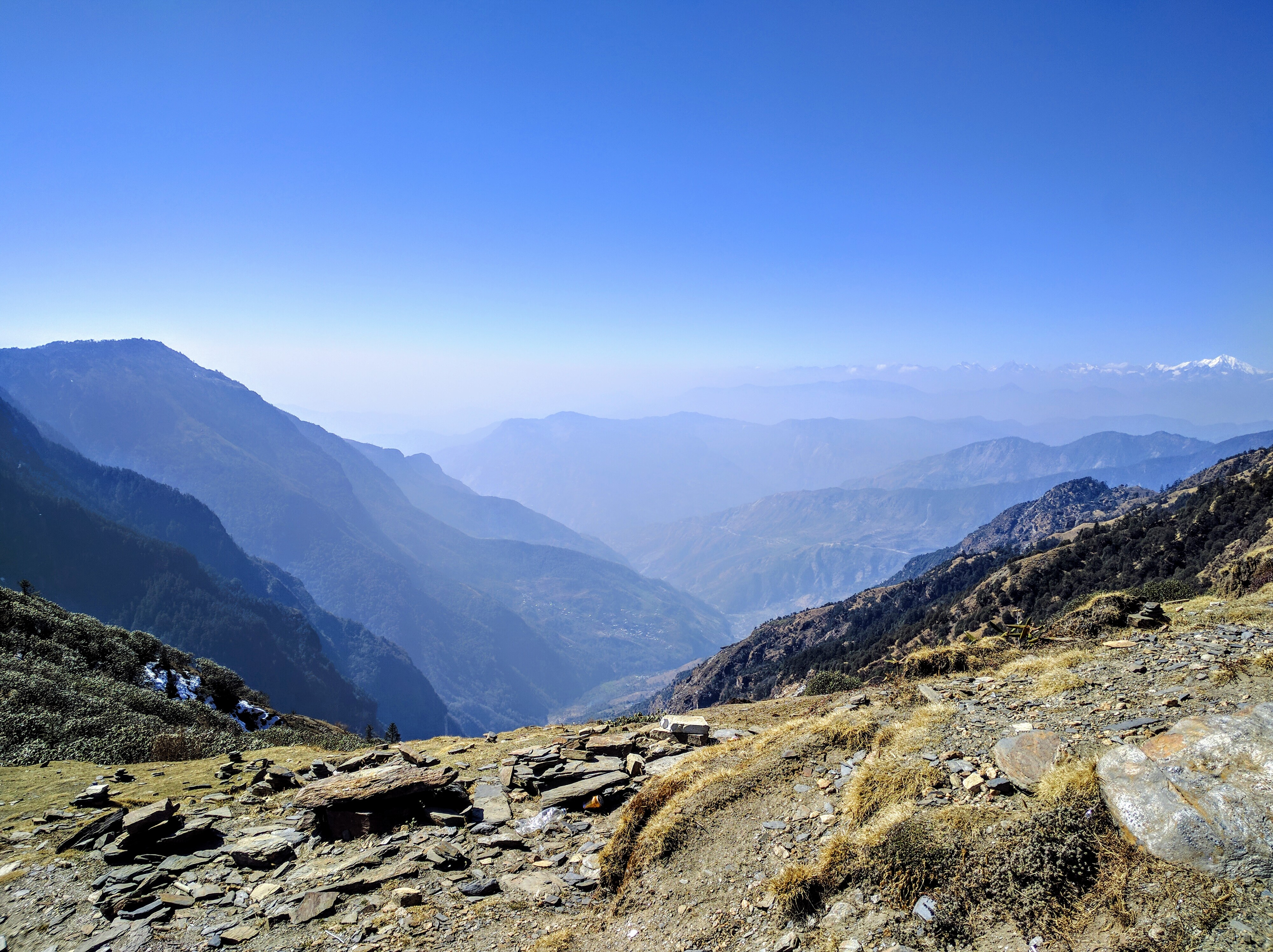
Luftperspektive in der Fotografie als Vorbild

Distance fog (deutsch etwa ‚Entfernungsnebel‘) ist eine Technik, die in der 3D-Computergrafik verwendet wird, um die Wahrnehmung der Entfernung zu verbessern, indem entfernte Objekte anders abgeschattet werden, um so Luftperspektive zu simulieren.

## Beschreibung
Da einige der Formen in grafischen Umgebungen relativ einfach und komplexe Schatten schwer zu rendern sind, verwenden viele Grafik-Engines einen „Nebel“-Verlauf, so dass Objekte, die weiter von der Kamera entfernt sind, zunehmend durch Dunst und Luftperspektive verdeckt werden. Diese Technik simuliert den Effekt der Lichtstreuung, der dazu führt, dass weiter entfernte Objekte kontrastärmer erscheinen, insbesondere in Außenumgebungen.
Die Sichtbarkeit bei natürlichem Dunst nimmt aufgrund der Streuung exponentiell, nicht linear, mit der Entfernung ab. Die Farbe des in den Betrachtungsweg gestreuten Lichts beeinflusst die Farbe des Dunstes; blau unter blauem Himmel, rötlich bei Sonnenuntergang, wie beim Alpenglühen. Diese subtileren Details werden in einigen Grafiken dargestellt.

## Fogging
Fogging ist eine weitere Verwendung von Entfernungsnebel in Spielen Mitte bis Ende der 1990er Jahre, als die Rechenleistung nicht ausreichte, um weite Betrachtungsabstände zu rendern, und Beschneidungen eingesetzt wurden. Das Beschneiden konnte sehr störend sein, da Teile von Polygonen sofort ein- und ausgeblendet wurden, und durch die Anwendung eines Nebels aus mittlerer Entfernung erschienen die beschnittenen Polygone in einer ausreichend großen Entfernung, so dass sie durch den Nebel verdeckt wurden und bei der Annäherung des Spielers eingeblendet wurden. Der Effekt war weit verbreitet, wobei Turok: Dinosaur Hunter, Bubsy 3D, Star Wars: Rogue Squadron, Spider-Man, GoldenEye 007, Tony Hawk’s Pro Skater und Superman 64 nur einige der Spiele waren, in denen dieser Effekt eingesetzt wurde. Silent Hill hat auf einzigartige Weise in die Handlung des Spiels eingearbeitet, wobei die gleichnamige Stadt von einer dichten Nebelschicht überzogen wird, da der Spieler in eine alternative Realität eingetreten ist. Die Anwendung des Nebels als atmosphärische Technik wurde so gut aufgenommen, dass sie in jeder Folge des Spiels auftaucht, obwohl die verbesserte Technologie sie als grafische Notwendigkeit negiert.